# Jean-Paul Bled
Jean-Paul Bled (* 1942 in Paris) ist ein französischer Historiker.

## Leben
Der Sohn des französischen Schulbuchautors Édouard Bled (1899–1996) ist Professor für moderne Geschichte an der Universität Paris IV sowie Herausgeber der Forschungszeitschriften Revue d’Allemagne, Études danubiennes und Revue d’Europe centrale. Daneben moderiert er eine vierwöchentliche Sendung, den Libre Journal, auf Radio Courtoisie.
Von 1988 bis 2000 war er Direktor des Centre d’études germaniques de Strasbourg an der Universität Straßburg.

## Wissenschaft
Bled gilt als ausgewiesener Kenner der deutschen und österreichischen Geschichte im französischsprachigen Raum. Sein Schwerpunkt ruht auf der Geschichte des ancien régime, der europäischen Dynastien und des Adels sowie der historischen Biographie. Über mehrere bedeutende europäische Herrscher- und Fürstengestalten hat er viel gelesene Monographien verfasst. Als einer von wenigen zeitgenössischen französischen Historikern wurde er auch mehrmals ins Deutsche übersetzt.

## Politik
Bled engagierte sich auch als gaullistischer Politiker. Von 1973 bis 1984 war er Vorsitzender des Cercles Universitaires d’Etudes et de Recherches Gaulliennes. Er galt lange als Unterstützer Jacques Chiracs, bis dieser sich für die europäische Einigung einsetzte. 1998 gründete Bled die États Généraux de la Souveraineté Nationale („Generalstände der nationalen Souveränität“), die 1999 das Rassemblement pour la France et l’indépendance de l’Europe (RPF) unterstützten. 2001 gründete er gemeinsam mit dem RPF-Europaparlamentarier Paul-Marie Coûteaux die Entente Souverainiste. Diese ging wiederum 2003 im Rassemblement pour l’indépendance et la souveraineté de la France (RIF) auf, einer gemäßigt konservativen Vereinigung, die den europäischen Einigungsprozess kritisiert, für die Beibehaltung der nationalstaatlichen Souveränität eintritt und sich gegen einen EU-Beitritt der Türkei wendet. Bled stand dem RIF bis 2008 vor, anschließend war er Ehrenvorsitzender.

## Werke
- François-Joseph, Paris: Fayard, 1987.
  - Franz Joseph. Der letzte Monarch der alten Schule, Wien: Böhlau 1988.
- Les fondements du conservatisme autrichien, Paris: Publications de la Sorbonne 1988.
- Rodolphe et Mayerling, Paris: Fayard, 1989.
  - Kronprinz Rudolf, Wien: Böhlau 2006.
- La noblesse dans les pays habsbourgeois, 2 Bde., Straßburg: Groupe d’Etudes de la Monarchie des Habsbourg 1991 f.
- Les Lys en exil ou la seconde mort de l’Ancien régime, Paris: Fayard, 1992.
- Histoire de Vienne, Paris: Fayard, 1998.
  - Wien, Wien: Böhlau 2002.
- Une Étrange défaite. Le piège de Maastricht. Lettre ouverte d’un gaulliste à Jacques Chirac, Paris: François-Xavier Guibert, 1998.
- Marie-Thérèse d’Autriche, Paris: Fayard 2001.
- Frédéric le Grand, Fayard 2004.
  - Friedrich der Große, Düsseldorf: Artemis & Winkler 2006.
- Bismarck. De la Prusse à l’Allemagne, Paris: Alvik Editions, 2005.
- Histoire de la Prusse, Paris: Fayard, 2007.
- La reine Louise de Prusse. Une femme contre Napoléon, Paris: Fayard, 2008.
- François-Ferdinand. 28 Juin 1914: Son assasinat embrasa le monde. Tallandier 2012.
  - Franz Ferdinand. Der eigensinnige Thronfolger. Wien u. a., Böhlau 2013, ISBN 978-3-205-78850-8.